# الدوري الشمالي لكرة القدم 1927–28
الدوري الشمالي لكرة القدم 1927–28 (بالإنجليزية: 1927–28 Northern Football League)‏ هو موسم من الدوري الشمالي لكرة القدم ‏. فاز فيه Chilton Colliery Recreation F.C. ‏.